# Онжаню Елліс
Онжаню Елліс (англ. Aunjanue Ellis; нар. 21 лютого 1969) — американська актриса та продюсер. Найбільш відома завдяки ролям у кінофільмах Військовий пірнальник (2000), Клошар (2001), Таємний брат (2002), Рей (2004), Експрес: Історія легенди спорту Ерні Девіса (2008), «Небезпечні пасажири поїзда 123» (2009) та «Прислуга» (2011) та серіалах «Практика», «Справжня кров», «Менталіст».

## Життя та кар'єра
Онжаню Елліс народилася в Сан-Франциско, штат Каліфорнія, а виросла на фермі своєї бабусі в штаті Міссісіпі. Після закінчення коледжу вона отримала ступінь бакалавра мистецтв у Браунівському університеті, а після вирушила вивчати акторську майстерність до Нью-Йоркського університету. Вона розпочала свою кар'єру на початку 1990-х років на театральній сцені, а потім перейшла до невеликих ролей у таких фільмах як «Випускниці» та «Черговий переїзд Еда». У 1996 році отримала постійну роль у серіалі «Великі події», який був закритий після двох сезонів.

## Особисте життя
В інтерв'ю журналу «Вараєті» у 2022 році Елліс розповіла про свою бісексуальність.

## Фільмографія

### Кіно
| Рік  | Назва                                       | Оригінальна назва                       | Роль                      | Примітки               |
| ---- | ------------------------------------------- | --------------------------------------- | ------------------------- | ---------------------- |
| 1996 | Випускниці                                  | Girls Town                              | Нікі                      |                        |
| 1996 | Черговий переїзд Еда                        | Ed's Next Move                          | Еріка                     |                        |
| 1998 | Задвірки Нью-Йорка                          | Side Streets                            | Бренда Бойс               |                        |
| 1998 | Смуток пустелі                              | Desert Blue                             | агент Саммерс             |                        |
| 1999 | На дні безодні                              | In Too Deep                             | Деніз                     |                        |
| 1999 | Карта світу                                 | A Map of the World                      | Дімнетт                   |                        |
| 2000 | Лети, Джон!                                 | John John in the Sky                    | Ерлін                     |                        |
| 2000 | Військовий пірнальник                       | Men of Honor                            | Джо                       |                        |
| 2000 | Суперниця                                   | The Opponent                            | Джун                      |                        |
| 2001 | Клошар                                      | The Caveman's Valentine                 | Лулу                      |                        |
| 2001 | Зворожуюча і приваблива                     | Lovely & Amazing                        | Лоррейн                   |                        |
| 2002 | -                                           | I Am Ali                                | Н/Д                       | короткометражний фільм |
| 2002 | Таємний брат                                | Undercover Brother                      | зніжена дівчина           |                        |
| 2004 | Як брат брату                               | Brother to Brother                      | Зоря                      |                        |
| 2004 | Рей                                         | Ray                                     | Мері Енн Фішер            |                        |
| 2005 | Розуміння                                   | Perception                              | Віра                      |                        |
| 2006 | Зворотний бік правди                        | Freedomland                             | Фелішу                    |                        |
| 2007 | Притулок                                    | Cover                                   | Валері Месс               |                        |
| 2008 | Експрес: Історія легенди спорту Ерні Девіса | The Express                             | Марі Девіс                |                        |
| 2008 | Ноторіус                                    | Notorious                               | Сенді                     |                        |
| 2008 | Я люблю тебе, Філіп Морріс                  | I Love You Phillip Morris               | Риба                      |                        |
| 2008 | Материнство                                 | Motherhood                              | подруга, що продає зразки |                        |
| 2008 | Голодні привиди                             | The Hungry Ghosts                       | Надя                      |                        |
| 2008 | Небезпечні пасажири поїзда 123              | The Taking of Pelham 123                | Тереза                    |                        |
| 2010 | -                                           | The Tested                              | Деррілінн Воррен          |                        |
| 2011 | Пастка                                      | The Resident                            | Сідні                     |                        |
| 2011 | Гра смерті                                  | Game of Death                           | Рейчел                    |                        |
| 2011 | Прислуга                                    | The Help                                | Вель Мей Дейвіс           |                        |
| 2011 | -                                           | Money Matters                           | Памела Метерс             |                        |
| 2013 | Волонтер                                    | The Volunteer                           | Лі                        |                        |
| 2014 | Джеймс Браун: Шлях нагору                   | Get on Up                               | Вікі Андерсон             |                        |
| 2014 | Уна Віда: Розповідь про музику і розум      | Una Vida: A Fable of Music and the Mind | Уна Вида                  |                        |
| 2016 | Народження нації                            | The Birth of a Nation                   | Ненсі                     |                        |
| 2017 | Ромео і Джульєтта у Гарлемі                 | Romeo and Juliet in Harlem              | леді Капулетті            |                        |
| 2018 | Якщо Біл-стріт могла б заговорити           | If Beale Street Could Talk              | місіс Хант                |                        |
| 2018 | Сутенер                                     | Pimp                                    | Глорія Мей                |                        |
| 2019 | Міс Вірджинія                               | Miss Virginia                           | Лоррейн Таунсенд          |                        |
| 2020 | -                                           | The Subject                             | Леслі Барнс               |                        |
| 2021 | Король Річард                               | King Richard                            | Бренді Вільямс            |                        |

### Телебачення
| Рік       | Назва українською                         | Оригінальна назва                  | Роль                       | Примітки                                |
| --------- | ----------------------------------------- | ---------------------------------- | -------------------------- | --------------------------------------- |
| 1995      | Поліцейські під прикриттям                | New York Undercover                | Клодія                     | епізод: Buster and Claudia              |
| 1996-1997 | Головний інцидент                         | High Incident                      | офіцер Леслі Джойнер       | телесеріал; основна роль                |
| 1999      | Практика                                  | The Practice                       | Шерон Янг                  | телесеріал; 4 епізоди                   |
| 2000      | Третя зміна                               | Third Watch                        | Гейл Мур                   | телесеріал; 2 епізоди                   |
| 2000      | Зникаючий                                 | Disappearing Acts                  | Пем                        | телефільм                               |
| 2001      | Центральна вулиця, 100                    | 100 Centre Street                  | Аманда Дейвіс / Джекі Ленг | телесеріал; 3 епізоди                   |
| 2002      | Медики                                    | MDs                                | Куїн Джойнер               | телесеріал; основна роль                |
| 2004      | -                                         | The D.A.                           | Еллен Бейкер               | епізод: The People vs. Sergius Kovinsky |
| 2005      | Джонні Зіро                               | Jonny Zero                         | Глорія                     | телесеріал; 6 епізодів                  |
| 2005—2006 | Останній рубіж                            | E-Ring                             | Джослін Пірс               | телесеріал; основна роль                |
| 2006—2007 | Правосуддя                                | Justice                            | Міранда Лі                 | телесеріал; роль другого плану          |
| 2007      | Закон та порядок: Злочинний намір         | Law & Order: Criminal Intent       | Кармен Рівера              | епізод: Flipped                         |
| 2008      | 4исла                                     | Numb3rs                            | Айві Керк                  | епізод: Power                           |
| 2008      | Біжи, Ванесса, біжи                       | Racing for Time                    | офіцер Бейкер              | телефільм                               |
| 2008      | Кордон                                    | The Border                         | Аміра                      | епізод: Family Values                   |
| 2008      | Справжня кров                             | True Blood                         | Дайан                      | телесеріал; 3 епізоди                   |
| 2008      | Король Мотор Сіті                         | The Prince of Motor City           | Кора Ніл                   | телефільм                               |
| 2009      | Золоті руки: Історія Бена Карсона         | Gifted Hands: The Ben Carson Story | Кенді                      | телефільм                               |
| 2009      | Хороша дружина                            | The Good Wife                      | Лінда Андервуд             | епізод: Crash                           |
| 2010—2013 | Менталіст                                 | The Mentalist                      | Меделін Хайтауер           | телесеріал; роль другого плану          |
| 2012      | Блакитна кров                             | Blue Bloods                        | Сільвія Маршалл            | епізод: Reagan V. Reagan                |
| 2012      | Зниклий                                   | Missing                            | Мері Дресден               | телесеріал; 3 епізоди                   |
| 2012      | Вкрадена: Історія Карліни Вайт            | Abducted: The Carlina White Story  | Енн                        | телефільм                               |
| 2012—2017 | Морська поліція: Лос-Анджелес             | NCIS: Los Angeles                  | Мішель Ханна / Куїн        | телесеріал; 7 епізодів                  |
| 2014      | Сонна Лощина                              | Sleepy Hollow                      | Лорі Міллс                 | епізод: Mama                            |
| 2015      | Книга негрів                              | The Book of Negroes                | Амінату Діалло             | міні-серіал; основна роль               |
| 2015—2017 | Квантіко                                  | Quantico                           | Міранда Шоу                | телесеріал; основна роль                |
| 2018      | -                                         | Chiefs                             | Кендра                     | телефільм                               |
| 2018—2019 | Останній кандидат                         | Designated Survivor                | Елеанор Дарбі              | телесеріал; 6 епізодів                  |
| 2019      |                                           | When They See Us                   | Шаронна Салаам             | міні-серіал; основна роль               |
| 2020      | Закон та порядок: Спеціальний корпус      | Law & Order: Special Victims Unit  | Лора Чейз                  | епізод: Garland's Baptism by Fire       |
| 2020      | The Clark Sisters: First Ladies of Gospel | Метті Мосс Кларк                   | телефільм                  |                                         |
| 2020      | Release                                   | Гайда                              | епізод: Scorn              |                                         |
| 2020      | Країна Лавкрафта                          | Lovecraft Country                  | Іполіта Фрімен             | телесеріал; основна роль                |